# Never the Twain Shall Meet (1925)
Never the Twain Shall Meet is een Amerikaanse dramafilm uit 1925 onder regie van Maurice Tourneur. De film is wellicht zoekgeraakt.
De titel verwijst naar de gevleugelde zinsnede "East is east and west is west, and never the twain shall meet" uit het gedicht The Ballad of East and West van de Britse dichter Rudyard Kipling.

## Verhaal
Tamea is de dochter van een Franse zeekapitein, die opgegroeid is op een eiland in de Stille Zuidzee. Ze reist samen met haar vader naar San Francisco. Hij pleegt zelfmoord, wanneer hij erachter komt dat hij melaats is. Tamea komt onder de hoede van Dan Pritchard, een jonge werknemer van haar vader. Ze is niet vertrouwd met de westerse beschaving en haar gedrag vormt al gauw een probleem. Pritchard wordt verliefd op Tamea en hij reist met haar mee, als ze besluit om terug te keren. Omdat Pritchard niet kan aarden op het eiland, reist hij later terug naar de Verenigde Staten.

## Rolverdeling
| Acteur                    | Personage        |
| ------------------------- | ---------------- |
| Anita Stewart             | Tamea            |
| Bert Lytell               | Dan Pritchard    |
| Huntley Gordon            | Mark Mellenger   |
| Justine Johnstone         | Maisie Morrison  |
| George Siegmann           | James Muggridge  |
| Lionel Belmore            | Gaston Larrieau  |
| William Norris            | Squibbs          |
| Emily Fitzroy             | Mevrouw Pippy    |
| Princess Marie De Bourbon | Juffrouw Smith   |
| Florence Turner           | Julia            |
| James Wang                | Sooey Wan        |
| Ben Deeley                | Arts             |
| Tom Ricketts              | Andrew J. Casson |
| Ernest Butterworth        | Kapitein Hackett |